# Cerro Lunarejo
Cerro Lunarejo – wzgórze o wysokości 332 m n.p.m. w paśmie Cuchilla de Haedo w północnym Urugwaju, w departamencie Rivera. Położone jest około 20 km na zachód od miejscowości Tranqueras, w pobliżu Sierra de Lunarejo i Los Potreros. Ma tu źródła potok Arroyo Lunarejo. Wzgórze pokryte gęstą roślinnością.